# Bologna Translation Service
Der Bologna Übersetzungsdienst (Bologna Translation Service, kurz: Bologna) bezeichnet ein durch das Programm zur Unterstützung der Politik für Informations- und Kommunikationstechnologien (IKT-Förderprogramm) finanziertes Entwicklungsprojekt der Europäischen Union. Die Arbeiten an dem Projekt begannen am 1. März 2011 und wurden am 28. Februar 2013 abgeschlossen.
Ziel des Projektes war die Entwicklung einer Infrastruktur, die es Bildungsanstalten ermöglichen soll, Lehrpläne, Studienpläne und andere Bildungsressourcen von einem preiswerten, webbasierten und qualitativ hochwertigen Maschinenübersetzungsservice übersetzen zu lassen. Zu diesem Zwecke haben die Projektpartner Maschinenübersetzungssysteme entwickeln, die anhand von Statistiken und regelbasierten Programmen speziell für Bildungsinhalte optimierte Übersetzungen anfertigen und Techniken wie domain adaptation und system combination nutzen, um die Arbeitsqualität zu sichern und zu steigern.
Das Projekt hat Übersetzungen in den folgen Sprachen angeboten:
- Von Spanisch, Französisch, Deutsch, Portugiesisch, Türkisch, Finnisch und Niederländisch nach Englisch
- Von Englisch nach Chinesisch

## Konsortium
Das für die Entwicklung der verschiedenen Komponenten des Services setzte sich aus insgesamt fünf europäischen Unternehmen und Institutionen zusammen:
- CrossLang NV (Belgien)
- Convertus AB (Schweden)
- Applied Language Solutions, Ltd (UK)
- Koç University (Türkei)
- Eleka Ingeniaritza Lingusitikoa, SL (Spanien)

## Weiterführende Literatur
- Bologna Translation Service: Online translation of course syllabi and study programmes in English, EAMT 2011: proceedings of the 15th conference of the European Association for Machine Translation, 30-31 May 2011, Leuven, Belgium (PDF; 164 kB)
- BOLOGNA TRANSLATION SERVICE: AN ENABLER FOR INTERNATIONAL PROFILING AND STUDENT MOBILITY H. Depraetere, J. Van de Walle, INTED 2012: proceedings of INTED2012 (6th International Technology, Education and Development Conference, 5 - 7 March, 2012, Valencia, Spain)